# Black Hand Inn
Black Hand Inn ist das achte Studioalbum der deutschen Heavy-Metal-Band Running Wild. Es wurde 1994 veröffentlicht und stellt bisher das einzige Konzeptalbum der Band dar.

## Entstehung
Gegenüber dem Vorgängeralbum fand erneut eine Umbesetzung statt, da der Schlagzeuger Stefan Schwarzmann die Band verließ. Neuer Schlagzeuger wurde Jörg Michael, der bereits 1990 im Live-Aufgebot der Band stand und bis 1998 bei Running Wild blieb. Auch die übrige Besetzung blieb noch für dieses und die nächsten beiden Alben unverändert.
Die Aufnahmen fanden im Horus Sound Studio in Hannover statt, das Schlagzeug wurde im Vox Studio in Bendestorf aufgenommen. Diese Studios wurden ebenfalls für die nächsten Alben herangezogen. Die Abmischung lag in den Händen von Charlie Bauerfeind unter Assistenz von Sascha Paeth.
Das Coverartwork wurde zum wiederholten Male von Andreas Marschall gezeichnet. Es gibt eine Szene aus dem Albumkonzept wieder und zeigt den hellseherisch begabten ehemaligen Freibeuter in seinem Gasthaus, dem Black Hand Inn, vor seiner Kristallkugel sitzend. Die von zahlreichen Schaulustigen begutachtete Szene zeigt in der Kristallkugel das Bild eines von riesigen Explosionen verwüsteten Planeten.
Vor der Veröffentlichung des Albums am 24. März 1994 wurde die Single „The Privateer“ herausgebracht. Die Single verfehlte jedoch die Charts. Das Album selber erschien als CD, LP und auch auf MC. 1999 erschien eine Neuauflage, die als Bonus die beiden B-Seiten-Lieder der „The Privateer“-Single enthielt.
Das Album wurde im Mai und Juni 1994 auf einer Deutschlandtournee mit Grave Digger promotet. Zusätzlich absolvierte die Band 1995 einige Sommerfestivals.

## Titelliste
1. The Curse – 3:15
2. Black Hand Inn – 4:32
3. Mr. Deadhead – 4:02
4. Soulless – 4:57
5. The Privateer – 4:21
6. Fight the Fire of Hate – 6:38
7. The Phantom of Black Hand Hill – 6:25
8. Freewind Rider – 5:15
9. Powder & Iron – 5:18
10. Dragonmen – 5:42
11. Genesis (The Making and the Fall of Man) – 15:18
Bonustracks der Neuauflage:
12. Dancing on a Minefield – 5:00
13. Poisoned Blood – 3:44

Alle Lieder und Texte wurden von Rock ’n’ Rolf geschrieben. Es war somit das erste Running-Wild-Album überhaupt, das Kasparek komplett ohne die Hilfe seiner Mitmusiker komponiert hatte – ein Trend, der sich auch auf späteren Alben der Band wiederholen sollte.

## Konzept
Das vom Intro „The Curse“ eingeleitete Album erzählt eine auf mehreren Ebenen handelnde Geschichte. Zunächst wird im Intro geschildert, wie der junge John im Mittelalter von Inquisitoren als Heide und Teufelsanbeter zum Tode auf dem Scheiterhaufen verurteilt wird. Die Möglichkeit zur Beichte lehnt John ab, da er sich keiner Schuld bewusst ist und nicht in sich selber, sondern in der Inquisition das wahre Böse sieht. Nach der Verbrennung bleibt als einziges von John eine verkohlte Hand übrig, sodass der Ort seiner Hinrichtung bald als Black Hand Hill bezeichnet wird.
Jahre später hat ein ehemaliger Freibeuter auf dem Black Hand Hill ein Gasthaus errichtet, das so genannte „Black Hand Inn“. Johns verkohlte Hand ist auf einem Brett über der Tür angebracht. Der Freibeuter ist hellseherisch begabt und kann mit Hilfe seiner Kristallkugel die Wahrheit über Johns Tod herausfinden. Dabei entlarvt er die Inquisitoren als von Vorurteilen getriebene Fanatiker („Mr. Deadhead“), deren böses Wesen alle Zeiten überdauert („Soulless“).
Zwischenzeitlich erfolgt eine Rückblende in die Vergangenheit des Seeräubers: Seine hellseherische Begabung und die Kristallkugel erlaubt es ihm, stets erfolgreich Schiffe zu überfallen und zu kapern („The Privateer“, „Powder and Iron“), doch er erfährt, dass seine Bestimmung eigentlich woanders liegt, nämlich soll er seine Begabung in den Dienst des Guten stellen („Fight the Fire of Hate“).
John, der die Beichte ablehnte, geht nun als Geist auf dem Black Hand Hill um („The Phantom of Black Hand Hill“, „Freewind Rider“). Dort will er auf den Jüngsten Tag zu warten und zu sehen, ob Gut oder Böse am Ende gewinnt („Dragonmen“).
Am Ende der Geschichte nutzt der Freibeuter schließlich seine Begabung und entdeckt die Herkunft der Menschheit. Ebenso prophezeit er ihren Untergang im Juli 1999 durch die Rückkehr des alten „Gottes des Zorns“ und den Anfang des Weltuntergangs („Genesis (The Making and the Fall of Man)“). Dieser Abschluss der Geschichte ist klar von Zecharia Sitchins Thesen über die Herkunft des Menschen sowie von den Prophezeiungen des Nostradamus inspiriert.

## Rezeption
In der Fachpresse wurde das Album seinerzeit hervorragend aufgenommen und erhielt bald den Status eines Bandklassikers. Gelobt wurde vor allem der neue Schlagzeuger Jörg Michael, dessen Einfluss im Rock Hard dem Album Vergleiche zum Judas-Priest-Album „Painkiller“ einbrachte:

„Was sich Jörg Michael, zuweilen schon live bei den Piraten taktangebend, auf dieser Scheibe zusammengetrommelt hat, ist der schlichte Hammer. Vor allem sein Verdienst ist es, dass das „Painkiller“-Syndrom offensichtlich auch die hanseatischen Freibeuter erreicht hat.“

Der Status des Albums zeigt sich daran, dass in den jeweiligen Rezensionen zu allen Nachfolgealben immer wieder „Black Hand Inn“ als nicht erreicht bezeichnet wurde:

„Fakt ist, daß Running Wild zwar ihre letzte Scheibe übertreffen, nicht aber mit dem „Black Hand Inn“-Meisterwerk gleichziehen konnten.“

„[...] wenn auch „Masquerade“ nicht so ein Hammer wie der Vorgänger „Black Hand Inn“ geworden ist.“

„„The Brotherhood“ kann keinesfalls an Alben wie „Black Hand Inn“ (meiner Meinung nach das beste RW-Album), „Pile Of Skulls“ oder „Masquerade“ heranreichen.“

In den deutschen Albencharts erreichte das Album maximal Platz 54 und blieb insgesamt 18 Wochen in den Top-100-Charts. In der Schweiz kam das Album auf Platz 50.
Vom Album wurden der Titelsong sowie „The Privateer“ auf der 2003 erschienenen Best-of-Sammlung „20 Years in History“ veröffentlicht. Für das Livealbum „Live 2002“ und die gleichnamige Live-DVD wurde das Lied „Soulless“ mitgeschnitten.